# Diamante Centenário
O Diamante Centenário foi descoberto em julho de 1986, na mina Premier, localizada em Transvaal na África do Sul. Um dos dez diamantes mais famosos do mundo, pesava em seu estado bruto 599,10 quilates. O lapidário Gabi Tolkowsky levou 3 anos junto com sua equipe de especialistas para lapidar o diamante.
Possui 247 facetas, pesa 273,85 quilates e é superado em tamanho apenas pelos diamantes Cullinan I e II, que se encontram localizados nas joias da coroa britânica.
O Diamante Centenário foi exibido pela primeira vez na Torre de Londres em 1991.